# N.E.R.D
A N.E.R.D. (No One Ever Really Dies) a népszerű énekes, Pharrell Williams együttese. 1999-ben alakultak meg Virginia Beach-en. Pharrell-en kívül még Chad Hugo és Shay Haley szerepel a bandában. Volt tagok: Rhea Dummett és Eric Greene. A név egyben szójáték a "nerd" szóval, de amúgy angolul betűzve, "en-í-ár-dí"-nek kell ejteni a nevet.
Zenei szempontból alternatív hiphopot, funk rockot, rap-rockot, alternatív rockot, experimental hiphopot és avant-funkot játszanak. Az együttes gyökerei akkorra nyúlnak vissza, mikor Williams és Hugo 12 évesen találkoztak az iskolájukban. Eleinte még csak kis bandákban játszottak, amíg nem találkoztak Shay Haley-vel a középiskolában. Így hárman először egy iskolás tehetségkutatón léptek fel, majd nem sokkal Teddy Riley zenész felfedezte őket. Legelőször Kelis énekesnő "Kaleidoscope" című albumán tűntek fel, ekkor már N.E.R.D néven.
Legelső nagylemezüket 2001-ben dobták piacra, azóta még négy stúdióalbumot jelentettek meg. Pharrell és Chad Hugo később duót alapítottak, The Neptunes néven. Ezzel párhuzamosan a N.E.R.D. egészen a mai napig működik.
A N.E.R.D Fly or Die című albuma bekerült az 1001 lemez, amelyet hallanod kell, mielőtt meghalsz című könyvbe.

## Diszkográfia, stúdióalbumok
- In Search of... (2001)
- Fly or Die (2004)
- Seeing Sounds (2008)
- Nothing (2010)
- No One Ever Really Dies (2017)